# Gilbert Ducournau
Gilbert Eugène Ducournau (Caracas, 25 september 1992) is een in Venezolaans-Frans wielrenner die anno 2017 rijdt voor Wilier Triestina-Selle Italia.

## Carrière
In 2015 nam Ducournau deel aan de Ronde van de Gila, die hij afsloot op de laatste plaats in het klassement. Ondanks zijn resultaten kreeg hij toch een contract aangeboden bij Southeast-Venezuela, een Italiaans ProContinentaal team. Bij deze ploeg, die in 2016 mede gesponsord wordt door het Venezolaanse ministerie van sport, is hij naast Tomás Gil een van de twee Venezolanen. Halverwege juli werd Yonder Godoy aan het team toegevoegd, waardoor het aantal Venezolanen in de selectie met één renner toenam.
Hij maakte zijn debuut voor de ploeg in de Ronde van Táchira, waar hij in de derde etappe afstapte. Drie maanden later nam hij namens een Venezolaanse selectie deel aan de Ronde van Marokko, waar hij in de vijfde etappe afstapte. Daarna nam hij deel aan de Brabantse Pijl, de GP de Denain en de Ronde van Azerbeidzjan. Geen van deze wedstrijden wist hij echter uit te rijden. Na een pauze van een ruime maand stond Ducournau aan de start van de Ster ZLM Toer, waar hij net als ploegmaat Andrea Dal Col in de derde etappe afstapte. In september reed hij achtereenvolgende de Coppa Bernocchi, het Kampioenschap van Vlaanderen, de Grote Prijs Impanis-Van Petegem en de GP van Isbergues, die hij allemaal niet uitreed.

## Ploegen
- 2016 –  Wilier Triestina-Southeast[1]
- 2017 –  Wilier Triestina-Selle Italia

Amezqueta · Andriato · Belletti · Bertazzo · Busato · Conti · Dal Col · Draperi · Ducournau · Fedi · Fonzi · Gil · Godoy · Mareczko · Martínez · Pozzato · Rodríguez · Sanz · Tedeschi · Trosino · Zhupa · Cañaveral (stagiair) · Errazkin (stagiair) · Raileanu (stagiair)
Amezqueta · Andriato · Belletti · Bertazzo · Busato · Cecchin · Draperi · Ducournau · Fedi · Flórez · Fonzi · Godoy · Kasjavy · Mareczko · Martínez · Mosca · Pozzato · Rodríguez · Trosino · Turrin · Zhupa · Colonna (stagiair) · Marcelli (stagiair) · Raggio (stagiair)